# Beluga SkySails
Pour les articles homonymes, voir Beluga.
Le Beluga SkySails est le premier cargo qui utilise un cerf-volant comme assistance de traction.

## Historique
Lancé fin décembre 2007 du port de Brême, en Allemagne, le navire a appareillé le 31 janvier 2008  pour son voyage inaugural de l'Europe vers le Venezuela puis les États-Unis enfin retour sur la Norvège (14 mars 2008).
Conçu par la société allemande SkySails qui propose des systèmes de cerfs-volants pour des navires de commerce ou de pêche, le système d'assistance vélique est étudié pour diminuer la part carburant dans la propulsion du navire tout en limitant les émissions polluantes. Les concepteurs espèrent ainsi une économie annuelle de fioul de 10 à 35 %.

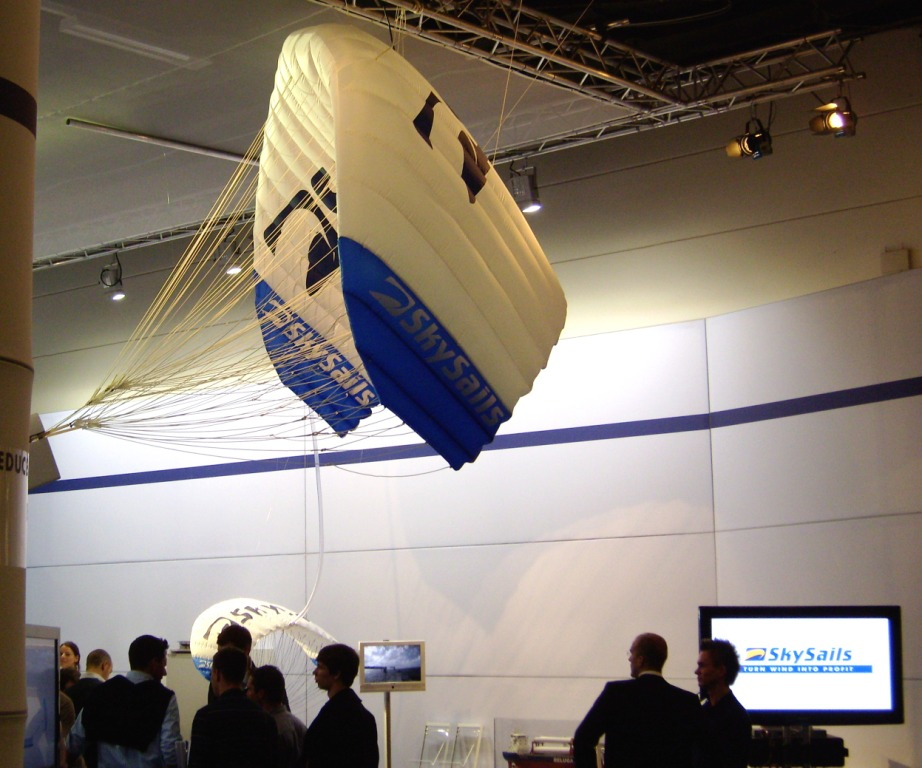
Prototype du cerf-volant SkySails.

Une fois au large, un bras automatique de 15 mètres de haut installé à la proue du navire déploie un cerf-volant, rangé en son sein, de 160 mètres carrés (taille pour les premiers tests, les modèles suivants sont prévus aux alentours de 300 m2) capable de prendre le vent à 100 mètres d'altitude ou plus (où les vents sont plus fréquents et plus puissants). Le surcoût de cette installation est de 2 millions d'euros dont 500 000 € pour la voile.
Durant le voyage inaugural, le cerf-volant a été hissé pour des périodes allant de quelques minutes à 8 heures, des vents de force 5 ont généré une traction d'environ 5 tonnes. Si l'on projette cette traction sur 24 heures, elle représente une économie journalière de 2,5 tonnes de fioul.

## Postérité
Le bateau sert d'inspiration à la personne qui invente le concept de solarpunk dans l'article de blog anonyme qui fonde le genre en 2008.